# Кхмер-кром

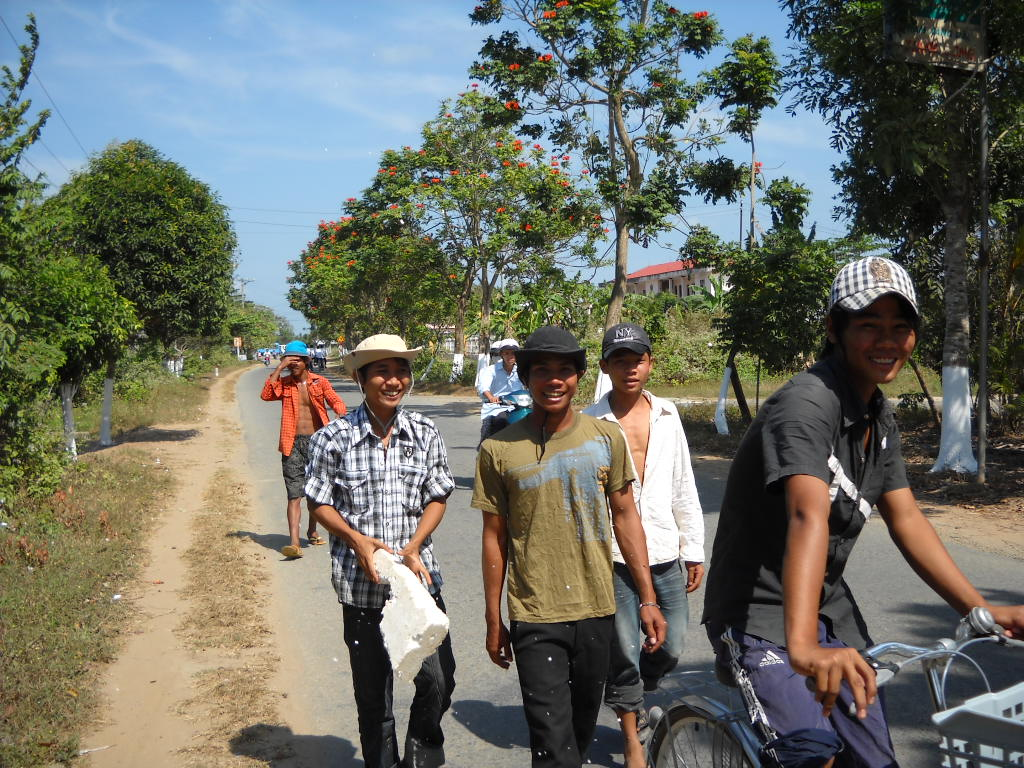
Кхмер-кром в Чавини

Кхмер-кром (кхмер. ខ្មែរក្រោម, вьет. Khơ Me Crộm) — народ, населяющий дельту Меконга во Вьетнаме. По-вьетнамски они называются Khơ-me Crộm или кхо-ме зыой (Khơ-me dưới), что означает «нижние кхмеры» (с низовьев Меконга). Согласно переписи 2006 года, во Вьетнаме живёт 1 055 174 кхмер-крома. В дельте Меконга кхмеры являются второй по численности национальностью после вьетов. Около 30 % кхмеров живёт в провинции Чавинь, 28,9 % — в Шокчанг, 13 % в Кьензянг.
Множество независимых общественных организаций сообщает о том, что права кхмер-кром регулярно нарушает вьетнамское правительство. Кхмер-кром дискриминируют, в том числе на основании религии; их заставляют менять имена на вьетнамские, а также вынуждают говорить на вьетнамском языке. Бедняков среди кхмер-кром непропорционально много (32 % против средних по региону 23 %); Австралийское агентство по международному развитию отмечает, что среди трёх главных нацменьшинств региона (кхмеры, тямы и хоа) первые наиболее многочисленны, но при этом находятся в наихудшем экономическом и социальном положении из всех.

Флаг Кхмер-кромской федерации (KKF)

В отличие от других национальных меньшинств, кхмер-кром практически не известны на Западе, несмотря на усилия организаций кхмеров в изгнании, таких как KKKF, стремящихся распространить информацию через UNPO. Ни одно западное правительство не поднимало вопрос о соблюдении прав кхмер-кром при переговорах с правительством Вьетнама. В 2012 году ООН спустя всего два месяца после присваивания отозвала особый консультативный статус у KKKF, вызвав массовое недовольство правозащитных организаций, которые отправили в ООН письмо протеста. Вьетнам отвергает обвинения в дискриминации. В 2013 году представитель кхмер-кром Чан Манринь выступил перед подкомитетом Палаты представителей США, свидетельствуя о том, что правительство продолжает удерживать арестованных монахов и проводит политику систематической дискриминации кхмер-кром.

## История

### До французского завоевания

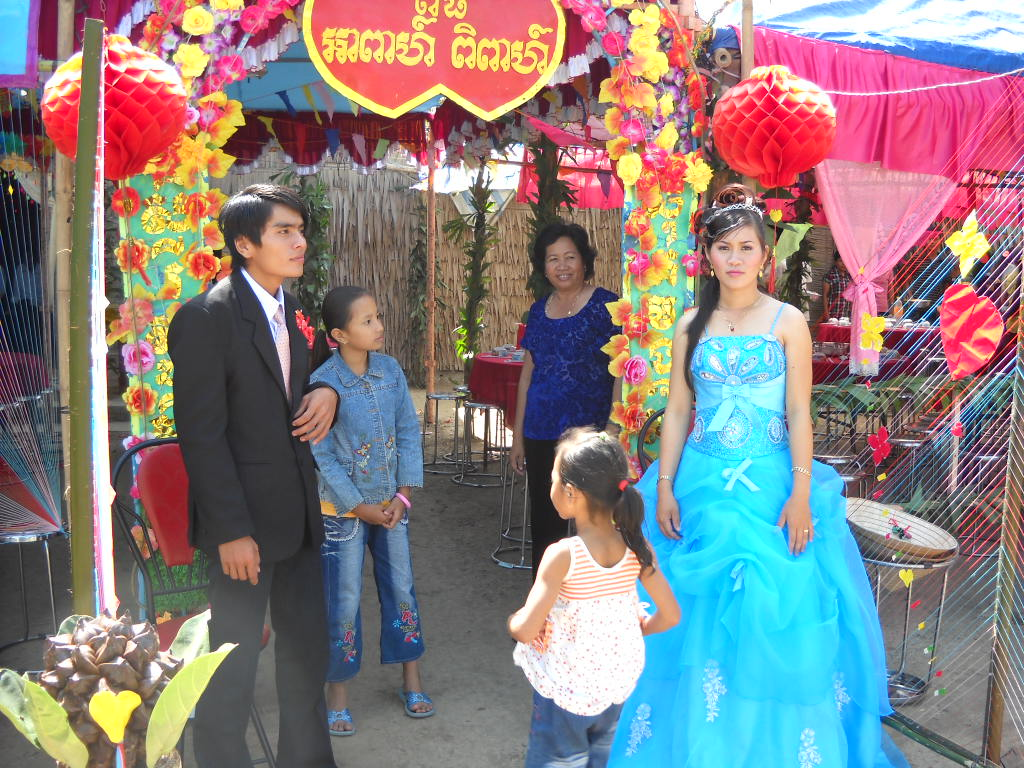
Свадьба кхмер-кром во Вьетнаме

Кхмер-кром — этнические кхмеры, населяющие регион, который ранее был частью Кхмерской империи.
С начала XVII века вьетнамские поселенцы начали понемногу заселять эти земли. Они вьетнамизировали регион и изолировали местных кхмеров от Камбоджи, и со временем кхмеры стали в регионе меньшинством.
По-китайски кхмеров называли «гаомянь» кит. 高棉, пиньинь gāomián, вьетнамизированное чтение этих иероглифов — «каомьен» (cao miên). Во Вьетнаме встречается также англифицированное название «Khmer», а ранее имели хождение варианты «кул» (Cul), «кур» (Cur), «вьеты из Мьена» (Việt gốc Miên) и тхо (Thổ). Постановлением правительства 117-CT/TƯ от 29 сентября 1981 года термин «кхоме» (Khơ-me) был признан рекомендованным, в отличие от нескольких пейоративных: мьены (người Miên), тхо (người Thổ), вьетгокмьен (người Việt gốc Miên), кхоме (người Khờ-me).
Самым важным портом для кхмеров был Прей-Нокор, развившийся из деревни, основанной кхмерами-рыболовами задолго до вьетов. В 1623 году король Чей Четта II разрешил беженцам, спасавшимся от войны кланов Чинь и Нгуен селиться в окрестностях Прей-Нокора и построить там таможню, названную Сайгон. Ослабленная войной с Таиландом Кхмерская империя не смогла удержать регион, который начал интенсивно вьетнамизироваться. С 1698 года регион дельты перешёл под управление Вьетнама, со временем вьетнамцы сменили название Прей-Нокора на Сайгон, а затем — на Хошимин. Потеря региона дельты Меконга означала для Камбоджи отсутствие доступа к Южно-Китайскому морю. В 1757 году вьеты колонизировали провинции Садек (Psar Dèk, вьетнамизировано в виде Шадек) и Moat Chrouk (вьетнамизировано как Тяудок). В 1845 году король Камбоджи Анг Дуонг признал передачу суверенитета над дельтой Вьетнаму.

### Французский Индокитай
Во время колониального режима, в 1940-х годах, некоторые кхмер-кром поддерживали Вьетминь, союзничавший с националистической кхмерской организацией Кхмер-иссарак, состоявшей преимущественно из кхмер-кром. Другие кхмер-кром поддерживали французов, в частности, некоторые буддийские монахи, которых третировала местная милиция.
Кхмеры не оставляли надежд на возвращение им дельты Меконга, что видно по письму Наполеону III 1856 года, где подтверждается, что Камбоджа не отказывается от прав на регион. Однако 17 февраля 1859 года французы заняли спорную территорию и начали «миротворческую» операцию против автохтонного кхмерского населения. Французские войска использовали межэтническую вражду, нанимая кхмер-кром в армию.
Надежды кхмер-кром на изгнание вьетнамцев быстро таяли. В результате в регионе постоянно ощущался недостаток рабочих рук, усугубляющийся быстрым развитием региона. Впоследствии французы культивировали среди вьетов образ кхмеров-завоевателей.

### Современность

Этническое распределение кхмеров-кром во Вьетнаме. Большинство из них проживает в районе дельты Меконга и в южных районах Вьетнама, прилегающих к Камбоджей. Они составляют большинство (синий цвет) и меньшинство (светло-синий цвет).

Колония просуществовала до 4 июня 1949 года, после чего Кохинхина перешла под власть Вьетнама. Король Нородом Сианук подтвердил претензии Камбоджи на этот регион, ссылаясь на обещание передать Виньлонг, Тяудок и Хатьен, данное в 1864 году Нородому Первому адмиралом Пьером-Полем Грандьером во время визита в Сайгон.
После получения независимости снова разгорелась кампания ассимиляции, подстёгнутая в 1956 году декретом о национализации. Государство распорядилось о закрытии пагод и открытых при них школ, запретило использование кхмерского языка и обязало кхмеров брать вьетнамские имена. Эта практика имела место в XIX веке, когда император Минь Манг заставил кхмеров принять одну из пяти фамилий: Зань (Danh), Ким (Kim), Кьен (Kiến), Шон (Sơn), Тхать (Thạch). Школа в Шокчанге была преобразована во вьетнамскую.
Между 1964 и 1974 годами кхмер-кром призывали вступать в подвижные ударные группы армии США. Сперва они сражались на стороне Южного Вьетнама против Вьетконга, но со временем появились их противники, отряды «Прорывного фронта Кампучии-кром» (фр. Front de Lutte du Kampuchea Krom), основанные буддийским монахом по имени Самук Сен (Samouk Sen). Их также называли «Белые шрамы» (кхмер. Kangsaing Sar; вьет. Can Sen So). Эти отряды были аффилированы с ФУРЛО.
Нго Динь Зьем — католический правитель Вьетнама, стремился замедлить распространение буддизма, а также переселял вьетов на юг, вьетнамизируя регион. Вьетнамизация вызвала подъём кхмерского национализма. Наиболее успешным было выступление Фронта кхмеров Кампучии-кром под руководством Чау Дара, требовавшего равных прав с вьетами. В 1963 году Чау Дара собрал 1,5-тысячный отряд кхмеров и потребовал вернуть долину Меконга Камбодже, после чего его остановило правительство.
В этот период времени образовались несколько националистических движений, как среди кхмер-кром, так и среди тямов и тхыонгов. В 1964 году Фронт кхмеров Кампучии-кром и Фронт освобождения Тямпы слились с БАДЖАРАКА, этнической националистической группой горных народов. Этот союз стал предшественником Объединённого фронта освобождения угнетённых народов.
После победы коммунистов в 1975 году Белые шрамы отошли к границе с Камбоджей. В 1976 году группа из 68 человек вместе с командиром обратилась из провинции Такео к вождям красных кхмеров, попросив передать Кхиеу Сампхану о своём решении сдаться. Сперва их хорошо приняли, однако после того, как местная администрация получила приказы из Пномпеня, лидер кхмер-кром был отправлен в столицу, где его пытали и убили, а 67 остальных членов отряда уничтожили на месте. В течение следующих месяцев до 2000 «Белых шрамов», пересёкших границу Кампучии в надежде на спасение было убито.
Принимая во внимание долгую историю кхмерского национализма, государство болезненно реагирует на любые попытки возрождения самосознания кхмер-кром.

## Религия

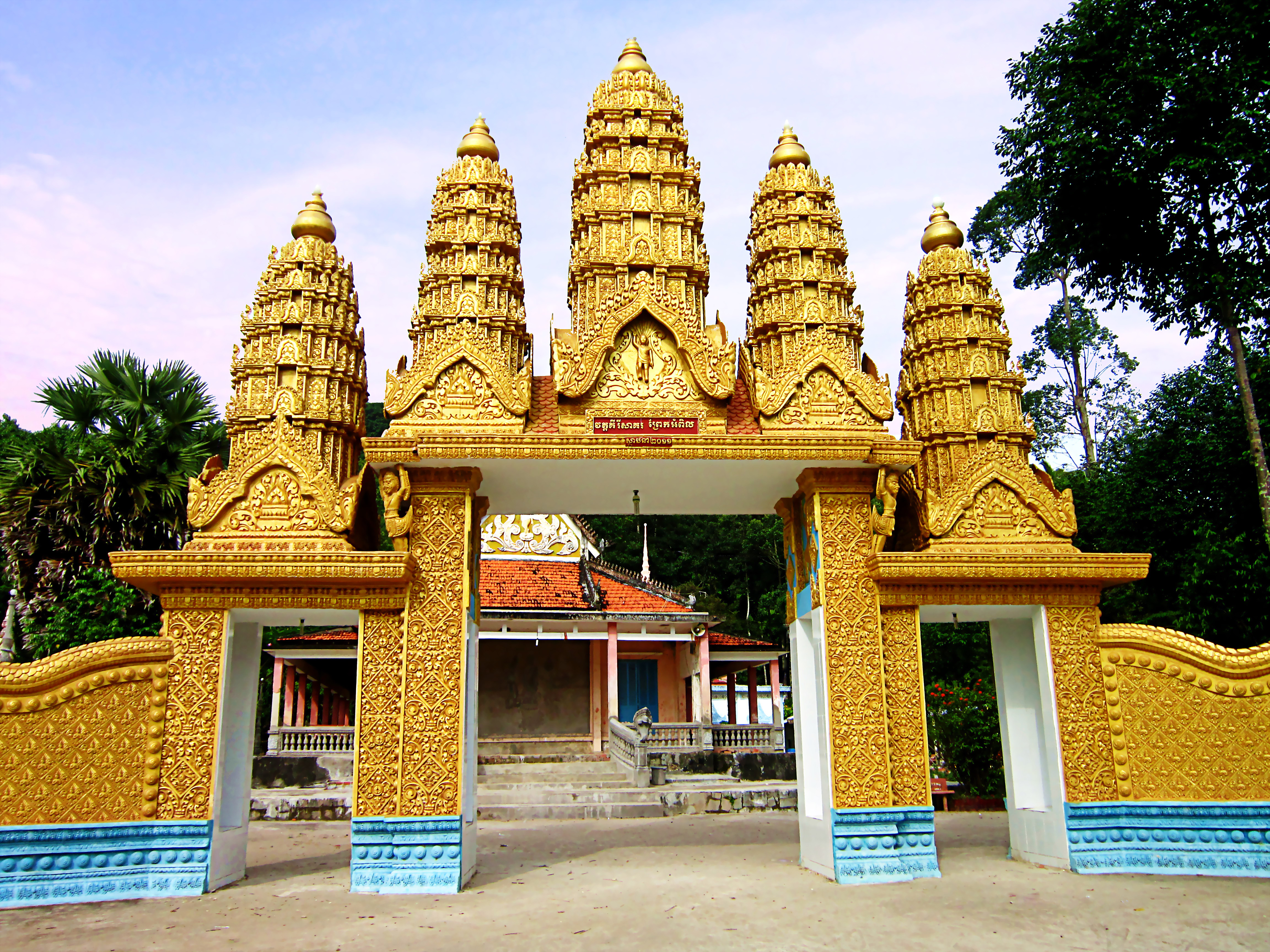
Пагода Кири Сако

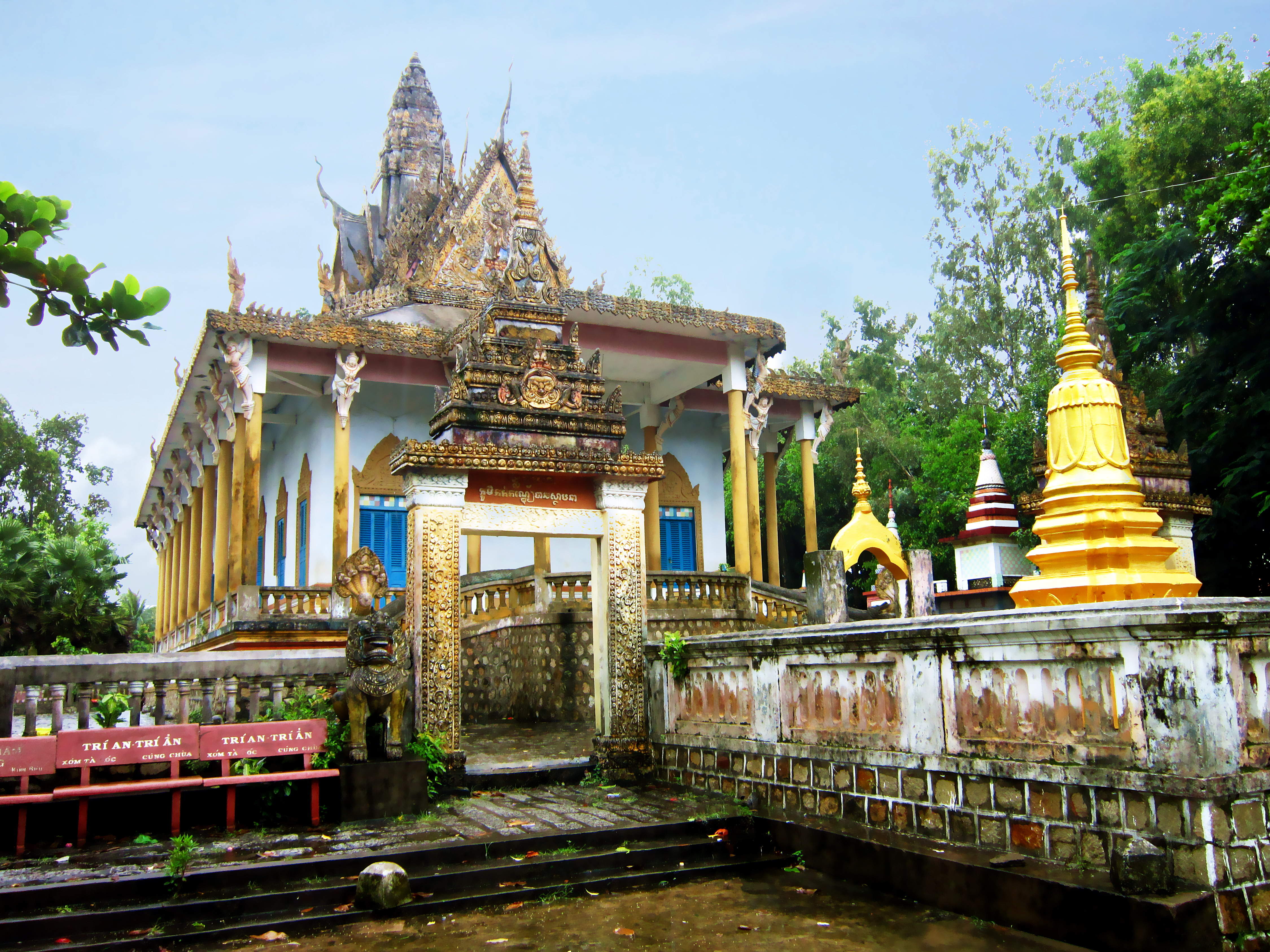
Пагода Шоксоай

В отличие от национального большинства — вьетов, последователей Махаяны или католиков — кхмеры исповедуют буддизм Тхеравады, и многие считают, что эта религия сформировала их культуру и является важной для самоопределения.
Буддисты-кхмеры выступали с мирными протестами, требуя политических изменений, по крайней мере с колониального периода. Среди выступавших было несколько камбоджийских интеллектуалов — Шон Нгок Тхань и рождённые на юге Вьетнама буддисты — Шон Нгок Минь и Ту Самут. Они собирали людей на проповедях в кхмерских пагодах Камбоджи и южного Вьетнама, требуя сохранить буддизм Тхеравады и призывая людей присоединиться к антиколониальному движению.
Французская полиция жестоко подавила мирное «восстание зонтиков» 20 июля 1942 года. Тысяча монахов протестовала в Пномпене против ареста и лишения сана монаха-националиста Хем Чиеу, выступавшего резко против предложения о романизации кхмерской письменности. Французская администрация посчитала это «первым организованным выступлением против колониального владычества в Камбодже», обязав Школу пали и Институт буддизма пресекать попытки монахов вмешиваться в политику и произносить оппозиционные проповеди. Многие из протестующих бежали в Таиланд, а Школа пали была закрыта на полгода. Хем Чиеу сослали в тюрьму Кондао, где он умер в 1943 году.
В 1960-х годах, после получения Вьетнамом независимости, многие кхмерские монахи были убиты либо казнены на вершинах пагод Кхлеанг (Шокчанг, 1960) и Чек Чроун (Чавинь, 1963). Несмотря на репрессии, вынудившие многих кхмеров бежать в Камбоджу, в 1974 году правительство оценивало кхмерское население в 500 000 человек, а количество пагод на юге Вьетнама — в 400.
В ноябре 1969 года вьетнамская полиция жестоко подавила мирную манифестацию двухсот монахов-кхмеров, протестовавших против политики ассимиляции, проводившейся государством. В следующем году по региону дельты прокатилась серия меньших демонстраций.

### Красные кхмеры и объединение страны

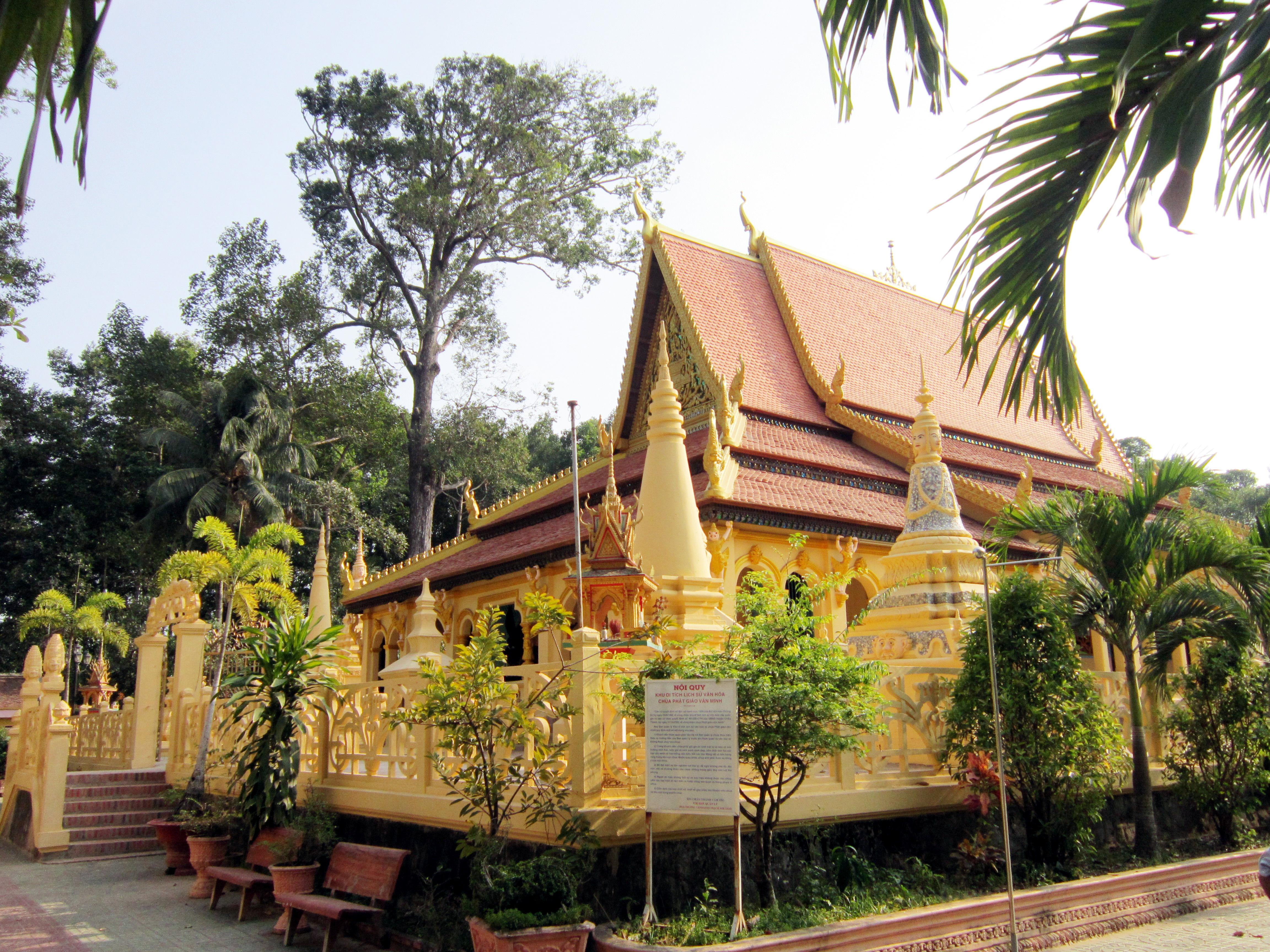
Пагода Анг

Некоторые кхмеры считали мирное сопротивление недостаточным. Среди них были Иенг Сари и Сон Сен, будущие руководители «Красных кхмеров», разработали программу, включавшую возврат Камбодже земель «кхмер-кром». Вторжение Красных кхмеров в Южный Вьетнам в 1975 году частично также было мотивировано желанием вернуть дельту Меконга.
После объединения страны в 1976 году, Социалистическая Республика Вьетнам признала заслуги буддистов и интеллектуалов из народа кхмер-кром в деле победы социалистической революции. Несмотря на это, новые законы, принятые после объединения, а также жестокие сражения с Красными кхмерами на границах в 1978—1979 годах серьёзно повлияли на кхмер-кром из дельты Меконга, включая «перемещения» и ограничения, наложенные на религиозные практики рукоположения монахов.
Правительство Вьетнама во время правления Красных кхмеров позволяло монахам, бежавшим из Кампучии, селиться в пагодах в долине Меконга. После победы Вьетнама над Красными кхмерами в 1979 году, эти монахи вернулись в страну, чтобы служить в местных пагодах вместо практически уничтоженного монашества.
С середины 1980-х годов правительство начало принимать всё более репрессивные меры против кхмер-кром. Одной из первых стал запрет монахам путешествовать без документов. В 1984 году большинство монастырских библиотек было закрыто, а монахи, преподававшие религию или культуру кхмеров, арестованы. Правительство считало, что кхмер-кром присоединились к подпольной оппозиционной организации KC-50, которую финансировали Соединённые Штаты Америки. В провинции Чавинь меры были самыми суровыми, к примеру, Кхим Ток Чоенг (Khim Tok Choeng), управляющий пагодой Преах-трапеанг (Preah Trapeang), был арестован в 1985 году, после чего правительство вернуло его во вьетнамском гробу. В это же время аналогично были убиты другие монахи — Тхать Конг, Тхать Зет и Ким Шанг, президент центрального комитета монахов Тхеравады во Вьетнаме.

### С 1990-х

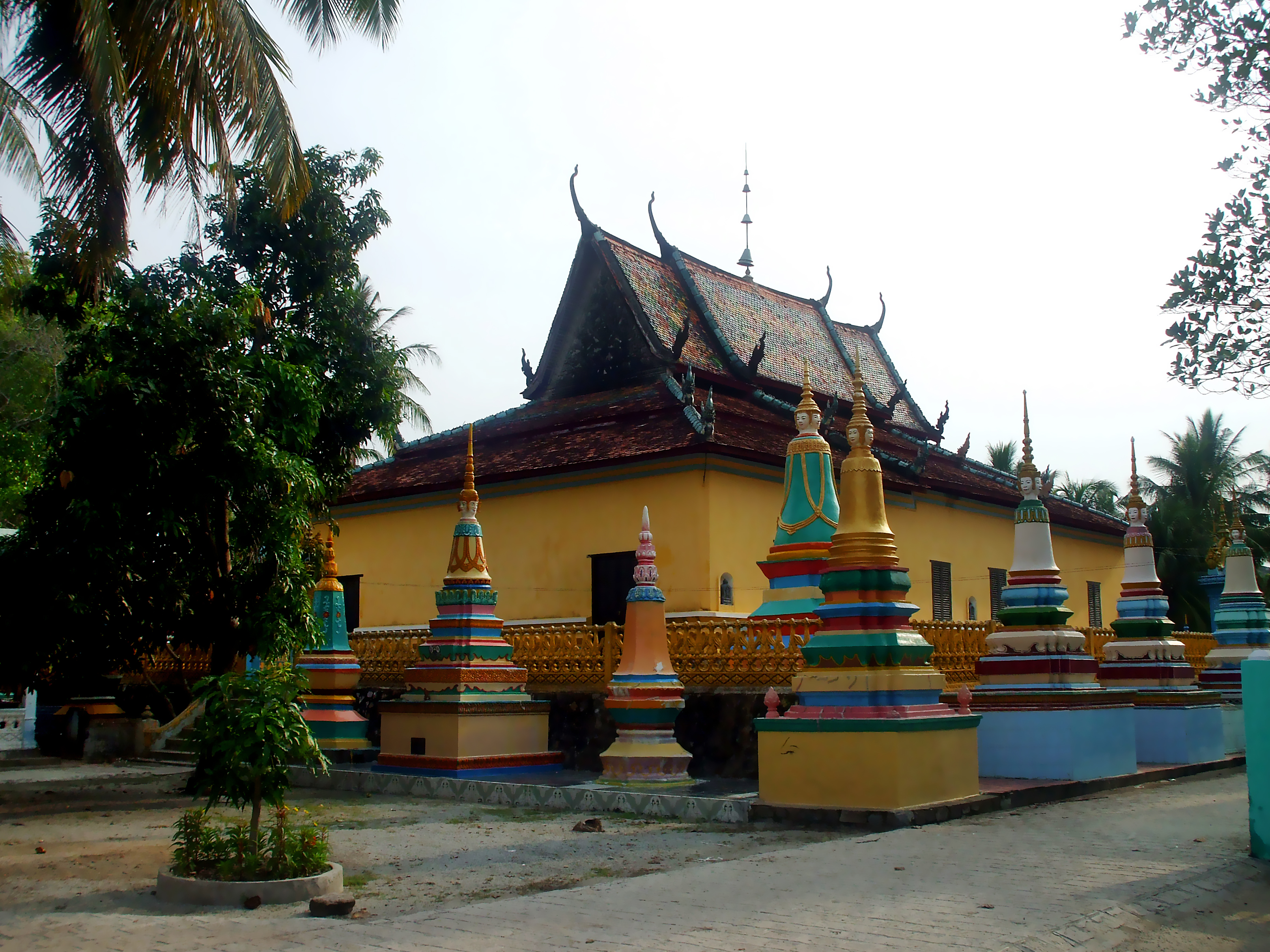
Пагода Сатон

Хотя преследование ослабло в 1990-е годы, наблюдатели отмечают, что правительство лишь перешло от жестоких мер к менее заметным, ограничивая свободу передвижения, религии, собраний и союзов в отношении кхмер-кром. К примеру, свобода вероисповедания остаётся во Вьетнаме привилегией, даруемой государством, а не неотъемлемым правом. С другой стороны, любая деятельность, которая может угрожать авторитету государственной власти, жёстко контролируется или запрещена.
Некоторые кхмеры-буддисты желают заниматься религиозной деятельностью под контролем монашеского ордена, а не государства, как это принято во Вьетнаме. Над всеми буддистами находится совет сангхи, в котором большинство составляют приверженцы Махаяны; этот орган, а не сами верующие, последователи Тхеравады, принимает все решения относительно рукоположения, церемоний, программ религиозного обучения.
Как и в случае с другими религиями, правительство накладывает ограничения на верующих кхмеров, к примеру, запрещая свободно переходить от одной пагоды к другой без официального разрешения. Считается, что религиозные организации, которые пытаются свободно функционировать без государственного контроля, подрывают авторитет власти. Правительство жестоко отвечает на требования религиозной свободы, особенно в Южном Вьетнаме, где религия традиционно связана с политическими движениями, а также на влияние извне страны, так как оно может вызвать уменьшение авторитета Партии.

### События 2007 года и современная ситуация со свободой религии

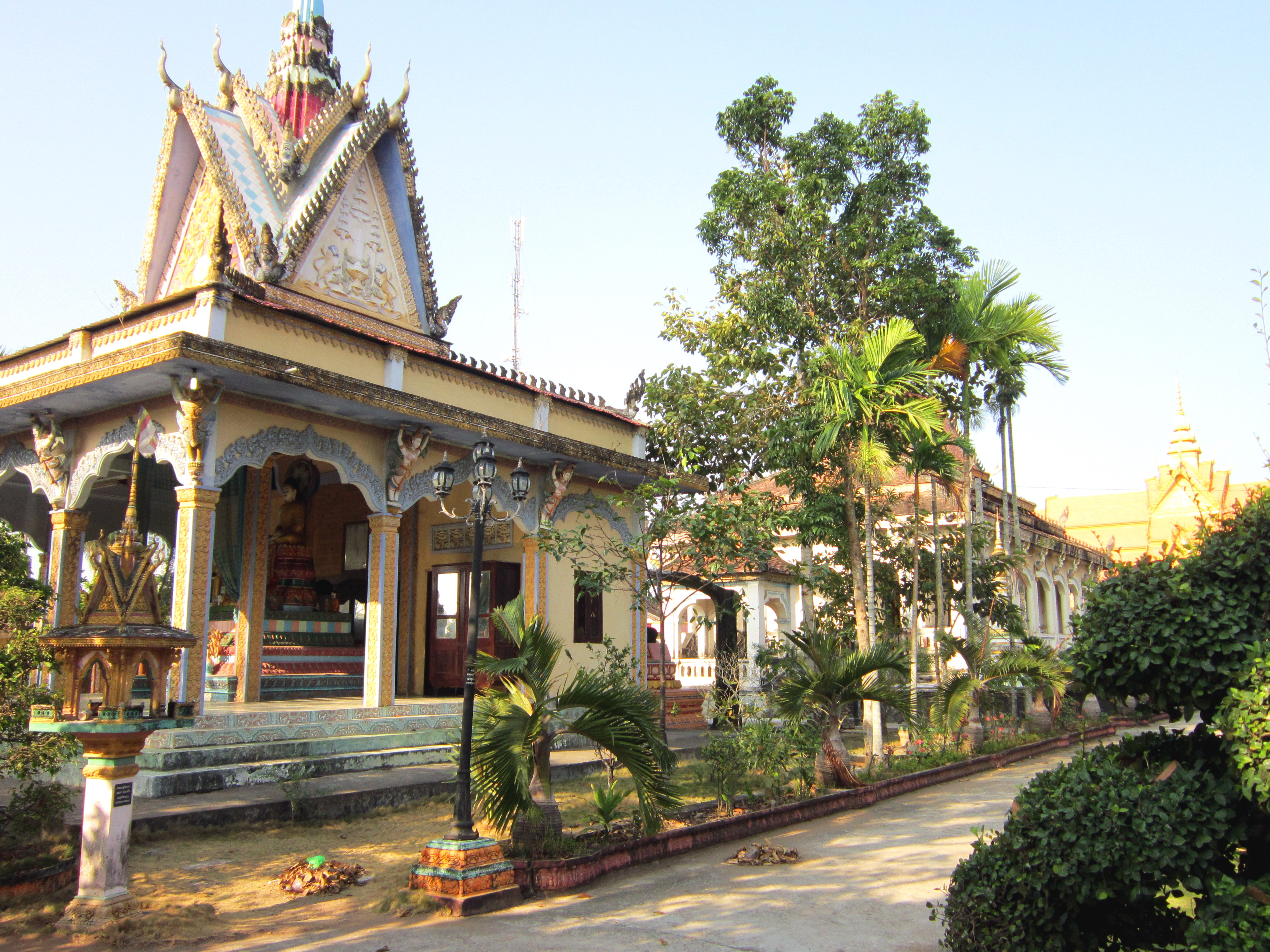
Пагода Онгмет

В 2007 году кхмерские монахи снова начали протестовать, требуя отмены ограничений на продолжительность религиозных праздников, на участие в назначении людей, определяющих рукоположение монахов, а также на содержание программ религиозного обучения в школах при пагодах. Также монахи требовали открытия большего количества начальных и средних школ с обучением на кхмерском языке, где бы преподавалась история, культура и география Камбоджи. Несмотря на обещание рассмотреть претензии, спустя несколько дней полиция окружила пагоды лидеров протеста, после чего 20 ответственных за манифестации монахов расстригли и исключили из пагод, отослав домой и отправив под домашний арест или в тюрьмы. Обычно решение о расстрижении принимала сангха (община), а не государство.
Помимо кхмер-кром преследованиям подвергаются и последователи других религий, к примеру, хоахао, члены Объединённой буддийской церкви, протестанты, католики, меннониты и адепты религии каодай также подвергаются гонениям.
Другие меньшинства, к примеру, хмонги, христиане-тхыонги с Центральных равнин, постоянно находятся в конфликте с государством. Лидеры независимых религиозных организаций, защищающие права человека, — Тхить Куанг До из Объединённой буддийской церкви, меннонитский пастор Нгуен Хонг Куанг и католический священник Нгуен Ван Ли заплатили за свою деятельность пребыванием во вьетнамских тюрьмах.
Вьетнамское правительство объясняет все санкции к меньшинствам борьбой с сепаратизмом и ирредентизмом. Многие кхмер-кром действительно являются националистами и обвиняют Вьетнам в аннексии долины Меконга. Во внутренних документах правительство оправдывает свои действия препятствованием созданию кхмерами независимого государства. Тем не менее, нет никаких свидетельств тому, что протестовавшие в 2007 году монахи упоминали независимость.

## Земельные споры
После вторжения Красных кхмеров в 1978—1979 годах многие кхмер-кром бежали, покинув свои дома. После возвращения в 1979 году многие находили на своей земле поселившихся там вьетнамцев. Правительство распределило небольшие земельные участки среди беженцев, однако земля на них неплодородна, и кхмеры не могут выращивать достаточное для пропитания количество продуктов.
В 1986 году шестой съезд Вьетнамской коммунистической партии постановил о начале реформирования экономики и превращении её в рыночную. В 1988 году Политбюро создало систему договоров, которые позволяли желающим участвовать крестьянам получить земельные участки. Согласно закону 1993 года, вся земля в стране принадлежит государству, однако крестьяне имеют право владеть, продавать, менять, занимать и наследовать землю. Крестьяне получали сертификат на использование земель, называемый «красной книжкой», который должен был препятствовать конфискации земли.
На практике же многие бедные крестьяне, особенно из числа кхмер-кром, продавали свои участки для оплаты долгов или подорожавших удобрений и лекарств. В результате произошёл скачок спекуляции, мошенничества и земельных конфликтов.
Статьи 28.3, 38 и 38.2.c законе 1993 года утверждали, что такого рода споры должны решать муниципальные комитеты. В случае несогласия с решением комитета можно подать апелляцию в администрацию или в суд. Кхмер-кром не могут воспользоваться этими рекомендациями, сообщая о коррупции среди местных властей и нежелани рассматривать дела не в пользу этнического большинства, а также дела, связанные с незаконным захватом земли чиновниками. Исследователь-экономист Филип Тэйлор отметил, что основной проблемой кхмер-кром остаётся недостаток доступа к справедливому суду.
Отчаявшиеся найти легальные способы вернуть свои земли кхмерские крестьяне организуют протесты, которые периодически жестоко разгоняют. К примеру, 26 февраля 2008 года полиция применяла к протестующим в Анзянге электрические дубинки и собак. Несколько человек были ранены, девять — арестованы.

## Бедность
Хотя дельта Меконга является главным рисоводческим регионом, кхмеры не получают особых прибылей. Исследование Австралийского агентства международного развития показало, что бедность кхмеров имеет этнические корни. В самых бедных провинциях — Шокчанг и Чавинь — расположены самые важные общины кхмер-кром. Повсюду кхмеры беднее других народов.
Многие кхмер-кром либо арендуют землю, либо вовсе забросили сельское хозяйство, занимаясь низкооплачиваемым трудом типа грузоперевозок или утилизации. Имеется также неиссякающий поток молодёжи из дельты на заводы Хошимина.
Всё больше кхмеров протестует из-за отсутствия земли, юридической защиты и средств к существованию.

## Дискриминация
Правительство Вьетнама утверждает, что дискриминации по национальному признаку в стране «не существует», а все этнические группы имеют одинаковые права во всех вопросах. Конституция 1992 года провозглашает права меньшинств, а статья 5 запрещает любой вид дискриминации по национальному признаку и гарантирует право использования своего языка или письменности, право сохранять национальную идентичность и культуру. Статьи 36 и 39 допускают привилегированное положение меньшинств в вопросах образования и здравоохранения. Этнический комитет Вьетнамской ассамблеи разрабатывает и координирует политики для меньшинств, а Комитет национальных меньшинств и горных районов принимает программы против бедности.
Статья, размещённая на сайте государственной радиостанции «Голос Вьетнама» в 2007 году, отрицает любые обвинения в дискриминации, называя всех, кто сообщает о ней, «вражескими агентами» (англ. hostile forces), желающими расколоть страну. Там указано, что Вьетнам инвестировал более триллиона донгов в строительство инфраструктурных зданий для более чем 200 общин кхмеров (включая постройку и обновление 108 кхмерских пагод и предоставление земли более 60 000 бедным кхмерам). Также там утверждается о том, что кхмеры могут учиться на родном языке, а в провинциях Шокчанг и Чавинь доступны кхмерские газеты.
Несмотря на это, кхмер-кром сообщают о дискриминации со стороны государства, ограничивающего их возможности посещать учреждения высшего образования с преподаванием на кхмерском, запрещающего публикации на кхмерском о истории и культуре этого народа, ограничивающего исповедование буддизма тхеравады, подавляющего мирные протесты с целью предотвратить получение кхмерами помощи, а также предлагающего лишь денежные компенсации взамен конфискованной земли.
Несмотря на разговоры о мультикультурном обществе, государство не предпринимает конкретных шагов для сохранения культуры кхмер-кром, а громкая риторика на международной сцене контрастирует с политикой изоляции и истощения кхмеров, которая приведёт к исчезновению их культуры.
Истинное положение дел трудно оценить, учитывая то, с какими трудностями столкнулись правозащитники во Вьетнаме. Однако распространённое мнение о существовании дискриминации провоцирует конфликт само по себе, а государство усугубляет проблему, отрицая её наличие и наказывая протестующих.
Кроме того, кхмеры вступили в Организацию народов, не имеющих представительства (UNPO).

## Проблемы образования
Свидетельства о дискриминации частично опираются на тот факт, что кхмеры не только самый бедный народ региона, но и ещё и наименее образованный — эти явления влияют друг на друга и усиливают маргинализацию. Многие считают, что основной задачей государственной политики в образовании является ассимиляция в общество, где доминируют вьеты, предотвращая доступ к высшему образованию и уничтожая основу их культуры — кхмерский язык.
Хотя в дельте Меконга расположен больший процент средних и начальных школ, чем в любом другом регионе страны, по стране он занимает предпоследнее место по грамотности среди взрослых и последнее по школьному обучению, здесь происходит треть всех случаев покидания школы в стране, 83 % трудящихся работают на низкооплачиваемых работах, 96 % населения имеют низкий доход и уровень образования. В 100-тысячной Чавини в 2007 году школу бросили 6000 учащихся. Из них 70 % называют причиной финансовые трудности и необходимость работать, а 30 % говорят о том, что они «неспособны к обучению».
Проблемы зачастую связаны с бедственным положением в семьях, где нет возможности отдать ребёнка в школу, так как недостаёт рабочих рук, что усугубляет материальное положение кхмеров. Многие дети с низкими способностями к учёбе являются кхмерами. Для них сложности накапливаются: из-за отсутствия образования они не получают должного знания вьетнамского языка.
В отчёте AusAID рекомендуется изменить систему образования так, чтобы сделать её «более доступной и более социализирующей для кхмерских детей».
Вьетнамское правительство отвечает на претензии, говоря о политике обучения людей всех наций вьетнамскому, государственному языку, при этом упоминая и о праве использовать меньшинствами родные языки в устной и письменной форме. Тем не менее, в реальности ученики-кхмеры не только имеют сложности с изучением вьетнамского, но и не могут обучиться на кхмерском. В школах дельты Меконга подавляющее большинство курсов читают на вьетнамском; уроки кхмерского занимают лишь два часа в неделю.
Для многих кхмер-кром единственными способами научиться читать и писать на родном языке является посещение школ пали при пагодах либо постриг в монахи. Девочки не могут стать монахами и традиционно не посещают школы при пагодах, поэтому они зачастую вовсе не получают образования.

## Отношения с Камбоджей
Кхмер-кром считают себя наследниками кхмерской империи Камбуджадеша, доминировавшей в регионе в IX—XVI веках. С другой стороны, кхмерский ирредентизм в данном регионе всегда процветал. Кроме того, Камбоджа, на 90 % состоящая из кхмеров, всегда лояльно относилась к кхмерами из Вьетнама, позволяя им пересекать границу, если они хотели путешествовать, учиться или переселиться. Государство официально декларирует, что считает кхмер-кром гражданами Камбоджи.
В недавнем прошлом власти Камбоджи, особенно в период республики Лон Нола, активно использовали кхмер-кром в целях своей антивьетнамской политики. Милиция из кхмер-кром напрямую ответственна за резню вьетнамцев в Камбодже в апреле 1970 года, в это же время республиканская армия получала подкрепление из вьетнамских кхмеров, экипированных и обученных американскими инструкторами. К народности кхмер-кром принадлежали такие камбоджийские антикоммунистические лидеры, как Сон Санн и Дьен Дель.
Проблема кхмер-кром остаётся политической, потому что многие камбоджийцы считают, что правящая Народная партия Камбоджи и её лидер, премьер-министр Камбоджи, Хун Сен, получили власть в 1979 году от вьетнамских военных, вторгшихся в Камбоджу в рамках войны с Красными кхмерами, вследствие чего они остаются под контролем Вьетнама. Помимо этого, в кхмерах жива (и постоянно используется различными движениями) идея, согласно которой величие ангкорской империи подорвали вьеты.
После жестокого подавления вьетнамскими властями манифестаций 2007 года камбоджийское правительство также начало пресекать мирные движения протеста монахов, бежавших в Камбоджу в попытке привлечь к действиям власти внимание. Подозрительная смерть монаха Аенг Сок Тхыана (Eang Sok Thoeun) вскоре после того, как он принял участие в демонстрации в Пномпене в феврале 2007 года и участие властей Камбоджи в аресте позже экстрадированного во Вьетнам Тим Сакхорна (Tim Sakhorn) в июне 2007 года, позволяют говорить о растущей опасности для кхмеров во Вьетнаме. В ноябре 2007 года вьетнамский суд отправил Тим Сакхорна в тюрьму за «заговор против национального единства».
После того, как Камбоджа стала принимать всё меньше беженцев, они изменили направление на Таиланд, традиционно принимавший кхмеров; в 2008 году туда бежало около 50 монахов и 100 мирян.

## Комментарии
1. ↑  Аннексия постоянно вызывает споры: многие кхмеры утверждают, что регион не принадлежал Вьетнаму до 1949 года[18].
2. ↑  Je pris votre Majesté de connaitre le nom des provinces ravies, ce sont celles de Song Nay, enlevée depuis plus de 200 ans, mais beaucoup plus récemment celles de Saïgon, de Long Hô, Psar Dec, Mi Thô, Pra-trapang Ong Môr, Tiec Khmau, Peam ou Hatien, les îles de Cô Trol et de Tralach. Si par hasard les Annamites venaient à offrir à V.M. quelqu'une de ces contrées, je la prie de ne pas la recevoir parce qu'elles appartiennent au Cambodge[21].